# Design post-industriel
Le design post-industriel se définit par : le design comme discipline créative, autonome et indépendante dans la pratique et la théorie.

## Origine
Vers 1969, Joe Colombo élabore son concept d'antidesign. Il revendique une discipline du design détaché de ses tutelles historiques que sont les beaux-arts et l'architecture. L'individu devrait être au centre du projet d'habitation refusant ainsi l'intervention des architectes. En élaborant le projet du micro au macrocosme, le design libèrerait ainsi l'individu de la quantité d'objet aliénant et des espaces réservés à des fonctions.

## Post-industriel
- indépendant de l'industrie : l'industrie sous sa large définition (contexte industriel) n'est qu'un moyen de production.
- indépendant de toute science et technique. Pseudo-science. Refus de l'approche linéaire, par conséquent, il questionne en amont la science plutôt que de la suivre. voir : design fiction.
- se concrétise sous des formes et des médiums variés (la vidéo)
- post-débat forme/fonction et artisanat/industrie
- post-consumérisme, post-utilitarisme
- préféré à design post-moderne en raison de la signification historique de ce terme.
- Bien qu'émergent, ce design est encore très marginal.